# Dambisa Moyo
Dambisa Moyo (født 2. februar 1969 i Lusaka) er en zambisk samfundsøkonom og forfatter.
Moyo har en bred uddannelse, og har en bachelorgrad i kemi og en MBA i finans fra American University, og senere en mastergrad fra Kennedy School of Government ved Harvard University, og en doktorgrad fra Oxford University, begge i samfundsøkonomi.
Moyo har tidligere arbejdet i to år for Verdensbanken og i otte år for Goldman Sachs. I 2009 kom hun med bogen Dead Aid: Why Aid Is Not Working and How There is Another Way for Africa, hvori hun kom med kras kritik af traditionel udviklingshjælp. Senere har hun skrevet bogen How the West Was Lost: Fifty Years of Economic Folly – And the Stark Choices that Lie Ahead, hvori hun påpeger, at ulandshjælp også skader donorlandene (specifikt USA) og endelig har hun skrevet bogen Winner Take All: China's Race for Resources and What It Means for the World, hvori hun analyserer KInas voksende rolle i verdensøkonomien.

## Kritiker af ulandshjælp
Som begrundelser for hvorfor ulandshjælp (især til Afrika) - der i hendes definition hverken omfatter nødhjælp eller private støtte via NGO-er fx til børns uddannelse) er direkte skadeligt - angiver hun i sin bog:
1. statslig korruption. Millioner stjæles af myndighederne og overføres til private konti. Som eksempel nævner hun en tidligere præsident i Malawi, som stjal 50 millioner dollars, der skulle være brugt til hjælp imod hiv/aids. Nogle mennesker tror, at de er et "gammelt" problem, men problemet eksisterer endnu i bedste velgående;
2. tilskud til stater betyder, at landenes valutaer står stærkt. Det betyder, at de får sværere ved at sælge deres produkter på verdensmarkedet på grund af en forholdsvis høj produktionspris;
3. ulandshjælpen bidrager også til flere borgerkrige. Forskellige grupper ved, at det er statsmagten, der får pengene, og derfor kæmper de om den. I fx 2009 var der 4 statskup i Afrika, der direkte kunne relateres til magtkampe om støtten fra ilande. I 1990-erne oplevede Afrika flere interne konflikter end noget andet sted i verden;
4. staterne bliver ikke interesserede i at udvikle privat erhvervsliv i de enkelte lande, da ulandshjælpen er en større indkomstkilde end lokale skatter;
5. ulandshjælpen betyder, at statslederne siger sig fri for deres ansvar. Når "normale" statslige opgaver indenfor fx sundhed, uddannelse, forsvar tilvejebringes af internationale kilder (ulandshjælp men også fx FN's fredsbevarende styrker), så kan borgerne ikke drage deres regeringer til ansvar. Set fra et borgersynspunkt er det meningsløst at stemme om hvem, der skal sidde i regeringen, når spørgsmålet er om hjælpen skal komme fra fx Bill Gatets støttefond eller en anden udenlandsk støtteordning;
6. det internationale samfund stiller aldrig statslederne til ansvar for deres lands udvikling. Statslederne interesserer sig mere for at bedrive lobbyarbejde blandt de internationale støtteorganisationer end for at lytte til deres egne befolkninger.

Hun tilføjer: alle ilande støtter Afrika, men ingen forventer, at støtten nogensinde skal holde op. Afrikanerne er bragt i en rolle som uansvarlige mennesker, der kun kan leve en tålelig tilværelse takket være permanent vedvarende støtteordninger.

## Forfatterskab
- Dead Aid: Why Aid Is Not Working and How There Is a Better Way for Africa (2009)  ISBN 978-0374139568
- How the West Was Lost: Fifty Years of Economic Folly – And the Stark Choices that Lie Ahead (2011) ISBN 978-0374533212
- Winner Take All: China's Race for Resources and What It Means for the World (2012) ISBN 978-0465028283
- Edge of Chaos: Why Democracy Is Failing to Deliver Economic Growthand How to Fix It (2018) ISBN 978-0465097463
- How Boards Work: And How They Can Work Better in a Chaotic World (2021) ISBN 978-0349128405